# Alexanderroman
Alexanderroman is de naam voor een genre van romans, geschreven van de 3e eeuw v.Chr. tot de 15e eeuw n.Chr., waarin de geromantiseerde, fantastische verhalen staan over het leven van Alexander de Grote. De verzameling van deze boeken wordt ook wel Alexanderliteratuur genoemd.

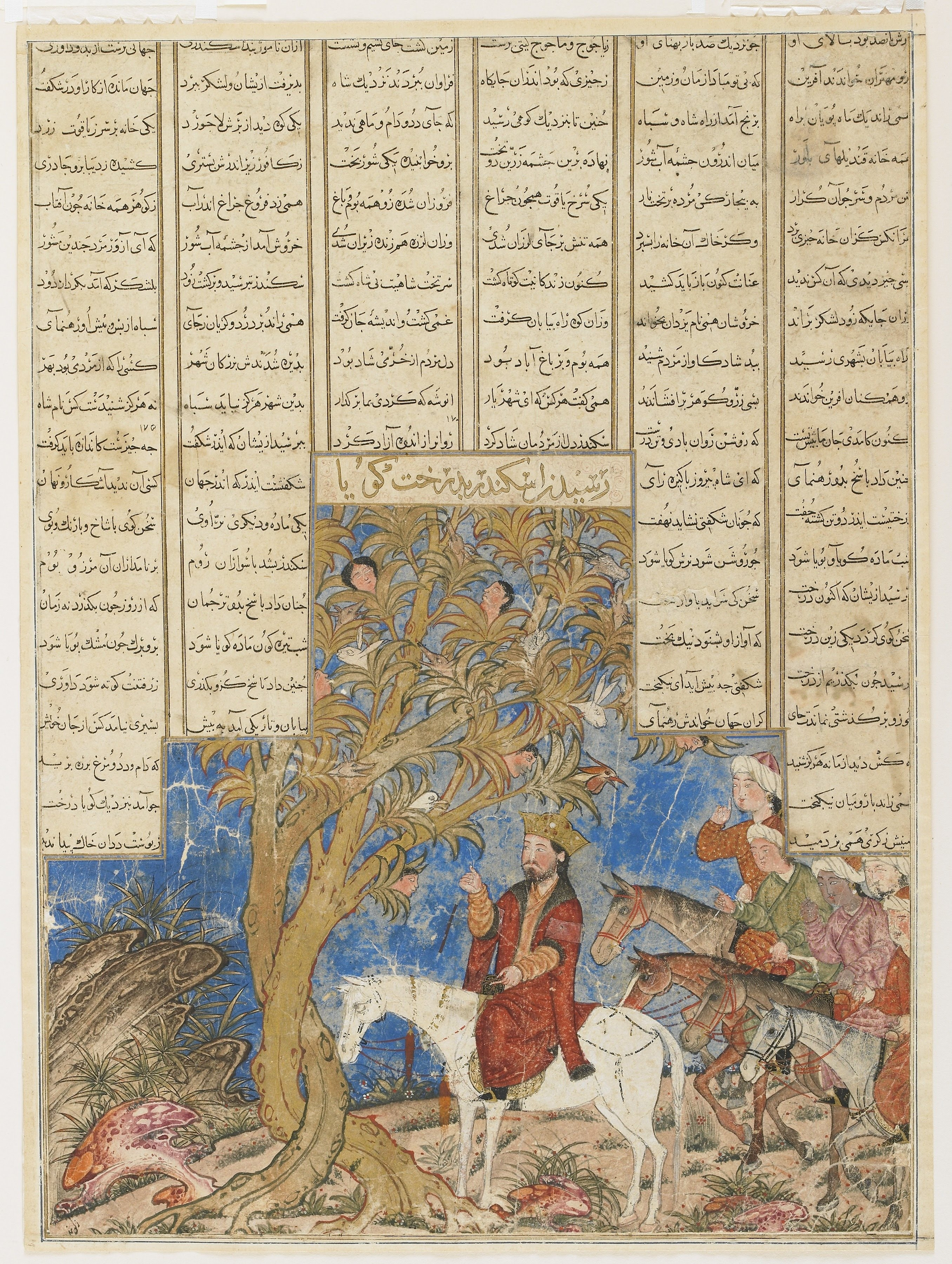
Iskander (Alexander de Grote) bij de "sprekende boom"
manuscript uit de Shahnama (Boek der Koningen) door Firdawsi

Al in de Oudheid waren de serieus bedoelde biografieën aangedikt met fantastische elementen en in de romans laten de schrijvers hun verbeelding helemaal de vrije loop. De verhalen hebben daarom weinig tot geen waarde als bron van informatie over het leven van de echte Alexander de Grote.
Naargelang de aard van de schrijver en het tijdperk waarin hij leefde, werden elementen toegevoegd of weggelaten. Zo slopen joods-christelijke normen en waarden de verhalen binnen in de romans die tijdens de middeleeuwen in het Westen werden geschreven, terwijl het genre via de zeer uitgebreide Arabische traditie voortgezet was.

## In Nederlandse vertaling
De 3e-eeuwse Alexanderroman van een anonieme auteur is overgezet uit het Grieks:
- De avonturen van Alexander de Grote. De Alexanderroman, vert. Patrick De Rynck, 2000, ISBN 9789025346768